# Rémy Riou
Rémy Riou (Lyon, 6 augustus 1987) is een Franse voetbaldoelman die sinds de zomer van 2019 voor SM Caen uitkomt. Voordien speelde hij voor Olympique Lyon, FC Lorient, AJ Auxerre, Toulouse FC, FC Nantes, Alanyaspor en Sporting Charleroi.

## Carrière
- 2003-2007: Olympique Lyon
- 2006-2007: FC Lorient (op huurbasis)
- 2007-2011: AJ Auxerre
- 2011-2012 : Toulouse FC
- 2012-2017: FC Nantes
- 2017-2018: Alanyaspor
- 2018-2019: Sporting Charleroi
- 2019-heden: SM Caen